# Jean Mueller
Jean Mueller   (1950) és una astrònoma estatunidenca i descobridor de cometes, planetes menors i un gran nombre de supernoves a l'Observatori Palomar de Califòrnia (Estats Units d'Amèrica).

## Carrera científica
El 1983, es va convertir en la primera dona que va operar l'històric telescopi Hooker a l'Observatori de Mount Wilson i va ser la primera dona contractada com a operadora de telescopis a l'Observatori Palomar el 1985.
El segon escrutini del cel de l'Observatori Palomar (POSS II) es va iniciar l'agost de 1985, amb la primera de les plaques de vidre fotogràfic de 14 polzades retirades del telescopi Samuel Oschin de Palomar (llavors anomenat càmera Schmidt de 48 polzades). Jean Mueller va ser contractada com a l'assistent nocturn del 48 polzades (48-Inch Night Assistant) el juliol d'aquell any, i va treballar com a observadora i operadora de telescopis durant tot el temps. Va agafar més de 5500 plaques fotogràfiques i va tenir l'honor de muntar el telescopi i treure la placa final de la històrica càmera de Schmidt el 3 de juny de 2000, a més de descobrir la seva última supernova, 2000cm, aquella mateixa nit.
Jean Mueller va passar centenars d'hores (en el seu temps lliure) escanejant plaques POSS II amb gran augment buscant cometes, asteroides de moviment ràpid i supernoves en un escenari X/Y que contenia les plaques de vidre d'1 mm de gruix. De vegades, Mueller marcava més d'un centenar de galàxies enregistrades en una única placa POSS II per buscar candidats a supernova. Després compararia aquestes plaques amb el primer Palomar Sky Survey (POSS I) de camps similars. Va ser durant els anys del projecte POSS II que Jean Mueller va fer tots els seus descobriments.
Treballant a l'Observatori Palomar, va descobrir un total de 15 cometes, inclosos 7 cometes periòdics (120P/Mueller, 131P/Mueller, 136P/Mueller, 149P/Mueller, 173P/Mueller, 188P/LINEAR-Mueller, 190P/Mueller) i 8 cometes no periòdics.
El Minor Planet Center li atribueix el descobriment de 13 planetes menors numerats durant el període 1987–1993, inclosos diversos objectes propers a la Terra com els asteroides Apol·lo (4257) Ubasti, (9162) Kwiila i (12711) Tukmit, i l'asteroide Amor (6569) Ondaatje.
Mueller també va descobrir 107 supernoves (9 catalogades com a co-descobriments).

## Honors

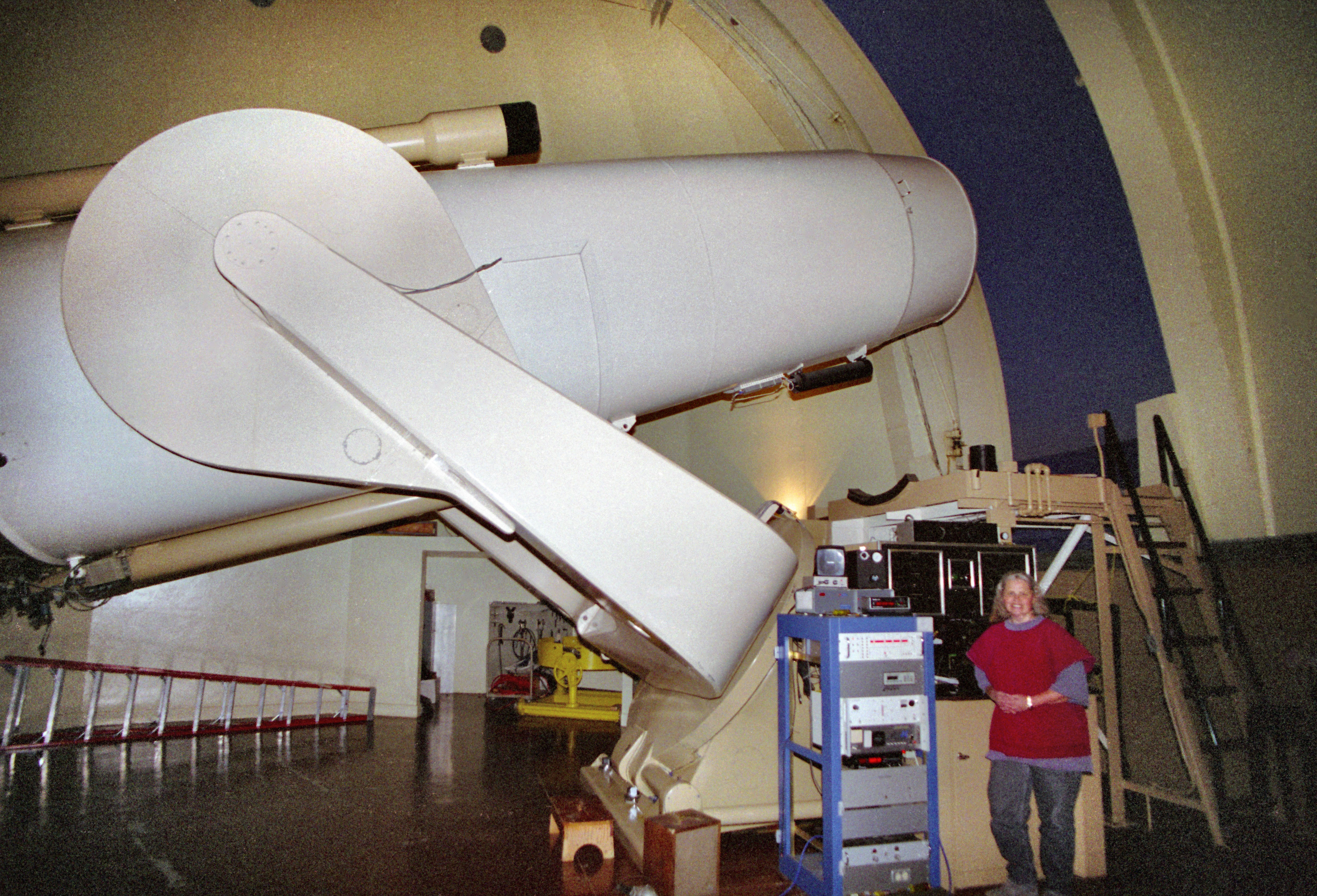
Jean Mueller amb el telescopi Samuel Oschin

L'asteroide del cinturó principal de la família Hungaria, (4031) Mueller, va ser nomenat en honor a Jean Mueller pels seus descobriments astronòmics. Descobert el 12 de febrer de 1985 per Carolyn Shoemaker a l'Observatori Palomar amb la càmera Schmidt de 18", va ser designat originalment 1985 CL. La citació oficial de denominació va ser publicada pel Minor Planet Center el 12 de desembre de 1989 (M.P.C. 15576).

## Afiliacions
Jean Mueller és assessora del Meade 4M Community que dona suport a les seves activitats de divulgació.

## Planetes menors descoberts
| 4257 Ubasti                                                                                 | 23 d'agost de 1987     | MPC    |
| 4558 Janesick                                                                               | 12 de juliol de 1988   | MPC[1] |
| 6569 Ondaatje                                                                               | 22 de juny de 1993     | MPC    |
| 9162 Kwiila                                                                                 | 29 de juliol de 1987   | MPC    |
| (11028) 1987 UW                                                                             | 18 d'octubre de 1987   | MPC    |
| 11500 Tomaiyowit                                                                            | 28 d'octubre de 1989   | MPC[2] |
| 12711 Tukmit                                                                                | 19 de gener de 1991    | MPC    |
| 16465 Basilrowe                                                                             | 24 de març de 1990     | MPC    |
| 19204 Joshuatree                                                                            | 21 de juny de 1992     | MPC    |
| 24658 Misch                                                                                 | 18 d'octubre de 1987   | MPC    |
| (360191) 1988 TA                                                                            | 5 d'octubre de 1988    | MPC[3] |
| (408752) 1991 TB 2                                                                          | 3 d'octubre de 1991    | MPC    |
| (412976) 1987 WC                                                                            | 21 de novembre de 1987 | MPC    |
| 1. 1 junt amb Alain Maury 2. 2 junt amb J. Dave Mendenhall 3. 3 junt amb Jeffrey L. Phinney |                        |        |